# 2010年福岡市長選挙
2010年福岡市長選挙（2010ねんふくおかしちょうせんきょ）は、2010年11月14日に執行された福岡県福岡市の市長選挙。

## 概要
吉田宏市長が2010年12月6日に任期満了を迎えることにより実施された選挙。2010年10月31日告示、同年11月14日に投票・開票が実施された。
福岡市長選としては戦後最多の8名（現職と新人7名）が立候補した。自由民主党・公明党の支援を受けた無所属新人で元KBC九州朝日放送アナウンサーの高島宗一郎が、民主党・国民新党の推薦と社会民主党の支持を受けた現職の吉田に約65,000票の大差をつけて当選した。
高島は2010年12月7日に第35代（公選第18代）福岡市長に就任した。

## 立候補者
立候補届出順。
| 候補者名（通称）         | 生年月日      | 年齢 | 性別 | 所属党派 | 新現元別 | 備考                                 |
| ------------------------ | ------------- | ---- | ---- | -------- | -------- | ------------------------------------ |
| 有馬精一（ありま精一）   | 1951年3月14日 | 59   | 男   | 無所属   | 新       | 西福岡・糸島民主商工会事務局長       |
| 高島宗一郎               | 1974年11月1日 | 35   | 男   | 無所属   | 新       | 元KBCアナウンサー                    |
| 木下敏之（木下としゆき） | 1960年        | 50   | 男   | 無所属   | 新       | 元佐賀市長、会社役員                 |
| 植木とみ子               | 1949年8月17日 | 61   | 女   | 無所属   | 新       | 元福岡市教育長、元福岡市総合図書館長 |
| 内海昭徳（内海あきのり） | 1978年        | 32   | 男   | 無所属   | 新       | 元人材育成会社講師                   |
| 飯野健二（いいの健二）   | 1961年2月17日 | 49   | 男   | 無所属   | 新       | 塾講師・教育コンサルタント           |
| 吉田宏（吉田ひろし）     | 1956年9月18日 | 54   | 男   | 無所属   | 現       | 福岡市長（現職）                     |
| 荒木龍昇（あらき龍昇）   | 1952年3月21日 | 58   | 男   | 無所属   | 新       | 元福岡市議、会社役員                 |

### 植木とみ子の撤退
立候補者告示後の11月9日、候補者の一人であった植木とみ子が選挙戦から撤退することを表明した。世論調査で劣勢が報道され、このまま続けていても勝てないと判断し、吉田を打倒するための次善の策として保守系候補を一本化し、保守票が割れないようにすることを理由としている

。
この撤退表明で植木は演説などの選挙運動を中止したが、現行の公職選挙法では告示後の立候補辞退を認めていないため、立候補は取り下げられなかった。このため撤退表明の前後を問わず植木に対する投票は有効票として扱われた。

## 開票結果
※当日有権者数：1,127,359人 最終投票率：43.67%（前回比：+1.10pts）
| 候補者名   | 年齢 | 所属党派 | 新旧別 | 得票数    | 得票率 | 推薦・支持                      |
| ---------- | ---- | -------- | ------ | --------- | ------ | ------------------------------- |
| 高島宗一郎 | 36   | 無所属   | 新     | 209,532票 | 43.1%  |                                 |
| 吉田宏     | 54   | 無所属   | 現     | 144,828票 | 29.8%  | 民主党・国民新党推薦 社民党支持 |
| 木下敏之   | 50   | 無所属   | 新     | 74,228票  | 15.3%  |                                 |
| 有馬精一   | 59   | 無所属   | 新     | 21,500票  | 4.4%   | 共産党推薦                      |
| 植木とみ子 | 61   | 無所属   | 新     | 13,277票  | 2.7%   |                                 |
| 荒木龍昇   | 58   | 無所属   | 新     | 12,313票  | 2.5%   |                                 |
| 飯野健二   | 49   | 無所属   | 新     | 5,445票   | 1.1%   |                                 |
| 内海昭徳   | 32   | 無所属   | 新     | 5,410票   | 1.1%   |                                 |

- 投票者数：492,277人
- 投票総数：492,273票
- 有効投票数：486,533票
- 無効投票数：5,740票
- 持ち帰り・不受理・その他：4票
- 投票所総数：243か所

## 選挙の論点
築30年を経過し老朽化が進行しているこども病院を人工島（アイランドシティ）に新築移転する計画の是非、2010年現在約7割が完成している人工島自体の事業継続の是非、政令指定都市としては大阪市に次ぐ高額の2兆5,000億円に及ぶ市債残高を抱える状況下での財政再建問題、地域経済の再生などが問われた。
西日本新聞が市内有権者200人に対して行ったアンケート調査では福岡市政で最も力を入れてほしい政策（1人2つまで回答可）として「福祉・医療」「景気対策」「財政再建」などが上位に挙がった。

### こども病院の移転
- 有馬・木下・内海・飯野・荒木は移転中止を主張[16]。
  - 有馬・内海・飯野は現在地での建て替えを主張[16]。
  - 木下は現在地でのリファイン建築[17]による建て替え、もしくは「東区の九州大学医学部内への移転を主張[16]。
  - 荒木は現在地での建て替え、もしくは中央区六本松地区への移転を主張[16]。
- 高島は当初推進を主張するも立候補告示前に見直しに転換[16][18]。
- 植木は人工島を医療特区として人工島内に国内外の患者を受け入れる高度医療機能を備えた病院を建設し、現在地の病院は改修を行い市内外の総合病院と連携した二次医療機能を中心とした施設として残すことを主張[16]。
- 吉田は推進を主張[16]。

### 財政再建問題
- 高島は福岡市地下鉄の民営化検討などで市職員の2割減を主張（公約では行政のスリム化、様々な民営化による市職員の削減を主張）[19][20]。
- 木下は事業仕分けの実施、市長給与の3割減、議員報酬の2割減、市職員の人件費の1割減、行政区への権限委譲を主張[20]。
- 植木は事業仕分けの実施を主張、地下鉄の民間委託化を主張[20]。
- 飯野は市長・市議会議員の報酬30%減、政務調査費の見直しを主張[20]。
- 吉田は事業仕分け、規制仕分けの実施を主張[20]。
- 荒木は人工島事業の中止、事業仕分けなどを主張[20]。

### 人工島の事業継続
- 有馬・荒木は中止を主張[21]。
- 高島・木下・内海・飯野・吉田は推進を、植木は継続を主張[21]。

## 選挙戦
民主党が国政与党となってから鳩山由紀夫元首相・小沢一郎元民主党代表の政治資金問題や、尖閣諸島での中国漁船衝突事件に対する菅直人内閣の対応などについて、民主党に批判が集まっており、また告示直前の10月24日に投票・開票が行われた衆議院北海道第5区で自民党候補が当選したことなどを受け、自民党では高島を正式に推薦していないにもかかわらず谷垣禎一総裁をはじめとする現職国会議員による政権批判と高島の応援演説を重ねた。対する民主党側でも岡田克也幹事長をはじめ現職国会議員・党幹部による吉田の応援演説を多く実施し、国政における与野党の政争が強く反映される選挙戦となった
。
高島は「アサデス。」などのKBCの番組に出演していたことによる知名度に加え、36歳の若さと行政経験のないことを前面に出し「発信力」「アジアナンバーワン都市」など単純な言葉を多用して演説を行ったことで、清新さ、しがらみのなさを印象付け、自民・公明党支持者だけでなく無党派層をも多く取り込んでの当選につながった。また、撤退を表明した植木に対する票の一部が高島に流れたとの見方もある

。
吉田は在任中に市債残高を約1,200億円縮減するなどの実績を残したものの、こども病院の人工島への移転事業について「見直し」を公約に掲げながら実際には推進し、その経緯が不透明であった点が批判を受け、加えて先述のような民主党政権下での国政に対する不信、また選挙期間中に発生した尖閣諸島中国漁船衝突映像流出事件などの影響を強く受けての落選となった。人工島のある東区では高島を約2,700票上回ったが、他の区の票数はすべて高島を下回った。
木下は農林水産省勤務、佐賀市長、行政刷新会議の事業仕分け人の経歴を基にした実行力を宣伝したが、活動不足・知名度不足が響き落選となった。